# 司馬勲
司馬 勲（しば くん、306年 - 366年）は、五胡十六国時代の人物。字は偉長。本貫は河内郡温県と、西晋の済南恵王司馬遂の曾孫であると称した。前趙の武衛将軍令狐泥の養子。

## 生涯
建興4年（316年）11月、長安が陥落して西晋が完全に滅亡すると、当時10歳であった司馬勲は前趙軍に捕らえられた。前趙の中山王劉曜は配下の将軍令狐泥に命じ、司馬勲を養子として迎え入れさせた。
成長すると勇力を身に着け、弓術・馬術に長けて巧みに左右へ矢を放つ事が出来た。
咸和4年（329年）9月、後趙との争いに敗れて前趙は滅亡した。その為、司馬勲は関中から脱出すると、東晋へ帰順しようと考えて江南へ向かった。
咸和6年（331年）、建康に到着すると、自ら「大長秋恂（司馬恂）の玄孫、冠軍将軍済南恵王遂（司馬遂）の曾孫、略陽郡太守瓘（司馬瓘）の子であります」と名乗り出た。以降は東晋に仕えるようになり、成帝により謁者僕射に任じられ、その武勇によって名を馳せた。やがて建威将軍に任じられた。
咸康2年（336年）11月、司馬勲は詔により、漢中の将兵を安撫するよう命じられた。だが、成漢の漢王李寿が攻め寄せると、司馬勲は敗北を喫して漢中を失陥した。後に襄陽を鎮守する征西将軍庾翼の参軍となった。
建元2年（344年）8月、東晋の梁州刺史桓宣が没すると、庾翼は司馬勲を後任として推挙した。これにより梁州刺史に任じられ、西城に駐屯した。後に後退して武当に駐屯した。
永和3年（347年）、東晋の荊州刺史桓温が成漢を滅ぼすと、これにより梁州・益州は東晋の版図となったので、司馬勲は梁州の治所を漢中に移した。
永和5年（349年）6月、長安を鎮守していた後趙の楽平王石苞は配下の兵を動員して後趙君主石遵への造反を企てたが、雍州の豪族はこの反乱が失敗すると考え、一斉に司馬勲へ使者を派遣して寝返った。その為、司馬勲は兵を率いて雍州へ向かうと、駱谷において後趙の長城砦を攻略し、長安から200里の所にある懸鉤に駐屯した。さらに、治中劉煥を派遣して長安攻撃を命じると、劉煥は後趙の京兆太守劉秀離を破ってその首級を挙げ、賀城を攻略した。これにより、三輔の豪族の中では郡太守や県令を殺して司馬勲に応じる者が続出した。寝返った砦の数は30に及び、総勢5万を数えた。その為、石苞は反乱計画を一旦中止し、将軍麻秋・姚国らを派遣して司馬勲を防がせた。石遵もまた車騎将軍王朗へ精鋭2万を与えて救援を命じた。司馬勲は兵の数が少なかったので、王朗の勢力を憚って進軍を中止した。10月、司馬勲は長安攻撃を中止して宛城へ侵攻した。これを攻め落とすと、後趙の南陽郡太守袁景を殺害してから梁州へ撤退した。
永和7年（351年）3月、隴東に割拠する杜洪・張琚らが司馬勲の下へ使者を派遣し、関中一帯に勢力を広げていた前秦君主苻健の討伐を請うた。4月、司馬勲は要請に応じ、歩騎3万を率いて秦川に入った。だが、五丈原において迎撃に出た苻健に幾度も敗れ、南鄭まで撤退した。
永和8年（352年）1月、司馬勲は漢中まで後退すると、杜洪・張琚らは宜秋に駐屯した。杜洪は自らが豪族である事から、かねてより張琚を軽んじおり、また司馬勲が張琚の兵が強い事を恐れているのを知っていたので、司馬勲へ向けて「張琚を殺さねば、関中は国家の有するものでは無くなるでしょう」と語った。これにより、司馬勲は偽って張琚を呼び寄せ、座においてこれを殺害した。張琚の弟である張先は池陽に逃走し、兵を集めて司馬勲を攻めた。司馬勲はこれと幾度も争ったが次第に不利となり、講和して梁州へ撤退した。
8月、征西大将軍桓温の命により、益州刺史周撫らと協力して益州で反乱を起こしていた蕭敬文の討伐に向かった。涪城において蕭敬文を撃ち破ると、その首級を挙げた。これにより、蜀の地は平穏となった。
永和10年（354年）2月、桓温が長安攻略を目指して北伐を敢行すると、司馬勲は桓温に呼応して子午道より出撃し、前秦を攻撃した。3月、前秦の西の辺境を荒らし回った。4月、前秦の丞相苻雄は騎兵7千を率いて司馬勲を迎え撃つと、司馬勲は敗れて女媧堡まで後退した。その後、同じく桓温に呼応して陳倉を攻め落としていた前涼の秦州刺史王擢と合流した。6月、桓温は兵糧不足により侵攻を諦めて荊州へ帰還した。苻雄が陳倉へ到来すると、司馬勲らはこれを迎え撃つも敗れ去り、漢中に撤退した。
その後、征虜将軍・監関中諸軍事・領西戎校尉に移り、通古亭侯に封じられた。
司馬勲の政治は暴酷であり、治中・別駕といった高官や州の豪族であっても、逆らう者はすぐさま座において首を斬り、あるいは自ら弓を引いて射殺した。その為、西土の民はみなその凶虐な様を患った。また、司馬勲は梁州にいる間、いつも蜀の地を占有したいと考えており、帝位僭称を目論んでいた。桓温はこの事を伝え聞くと、司馬勲を手懐けようとして子の司馬康を漢中郡太守に任じた。この時、司馬勲は反乱計画の準備が整っていたが、益州刺史周撫の存在を恐れて決行できなかった。
興寧3年（365年）10月、周撫が亡くなると、遂に挙兵して東晋に反旗を翻した。梁州別駕雍端・西戎司馬隗粋らはこれを固く諫めたが、司馬勲は彼らをみな誅殺した。そして、梁益二州牧・成都王を自称した。
11月、司馬勲は剣閣に入ると、涪城を攻め落とし、西夷校尉毌丘暐を敗走させた。さらに成都に進んで益州刺史周楚を包囲すると、大司馬桓温は上表して鷹揚将軍朱序を征討都護に任じて救援させた。
太和元年（366年）3月、荊州刺史桓豁は督護桓羆を派遣して南鄭を攻め、司馬勲を攻撃した。5月、司馬勲は朱序・周楚に敗れると、その兵は潰滅してしまった。遂にその身柄は捕縛され、子の司馬隴子・長史梁憚・司馬金壱らと共に桓温の下へ送られると、処断されてその首は建康へ送られた。